# Middle East respiratory syndrome coronavirus
Het Middle East respiratory syndrome coronavirus of MERS-coronavirus (kortweg MERS-CoV of MERS-virus) is een soort uit het geslacht Betacoronavirus en is een coronavirus dat lijkt op het in 2003 in Azië opgedoken SARS-virus. Het MERS-virus kan tot levensgevaarlijke ontstekingen aan de luchtwegen leiden. Dit wordt Middle East respiratory syndrome genoemd.
Het virus werd voor het eerst op 24 september 2012 beschreven. In mei 2014 is het virus voor het eerst gesignaleerd in Nederland bij twee bedevaartgangers die naar Mekka en Medina in Saoedi-Arabië waren gereisd.